# Campanya d'Umbeyla
La campanya d'Umbeyla fou conduïda pels britànics el 1858 per reprimir un grup d'islamistes, desertors, i polítics anticolonialistes establerta a Sitana a l'estat de Swat, que causaven problemes al govern de la província de Panjab després del 1850 i el 1857 havien fet un atac directe a territori britànic. Umbeyla és un pas de muntanya a la Província de la Frontera del Nord-oest al Pakistan.Després de passar per Umbeyla van destruir els pobles que donaven suport als islamistes i van destruir dos fortaleses, i finalment la mateixa Sitana.
Al cap de dos anys els islamistes havien retornat i van començar a atacar altre cop amb fort suport de les tribus. El setembre del 1863 fou atacat un campament militar i els islamistes van proclamar la Guerra Santa. Els britànics van organitzar una columna que va sortir el 19 d'octubre de 1863 sota el comandament del general Sir Neville Chamberlain i va passar pel congost d'Umbeyla, però la resistència de les tribus (que tenien uns 60000 guerrers) va obligar a demanar reforços; les posicions de la columna foren atacades i es van causar fortes baixes; van restar a la defensiva fins al desembre quan van arribar el reforços reunint en total 9000 homes; mentre l'activitat diplomàtica donava fruits i alguns caps tribals es van retirar de la lluita i altres van començar a dubtar; el 15 de desembre els britànics van fer un atac victoriós i el dia 16 van ocupar el poblet d'Umbeyla i el van cremar. Les forces islamistes es van dissoldre i els principals caps, especialment els líders de les tribus Bunair, van fer acords amb la Gran Bretanya. Aquestes mateixes tribus van combatre llavors als islamistes amb suport dels britànics i van cremar Sitana (21 de desembre) retornant al pas d'Umbeyla el dia 23 i a territori britànic el 25. Els britànics van tenir 227 baixes i 620 ferits. Els islamistes van perdre uns 3000 homes entre morts i ferits.